# Saison 2014 des Blue Jays de Toronto
La saison 2014 des Blue Jays de Toronto est la 38e saison en Ligue majeure de baseball pour cette franchise.
Les Blue Jays occupent le premier rang de la division Est de la Ligue américaine du 21 mai au 3 juillet 2014, forts d'un mois de mai où ils remportent 21 parties sur 30. Mais ils reculent au classement et terminent au 3e rang, à 13 matchs des meneurs et 5 parties d'une place en séries éliminatoires. Leurs 83 victoires contre 79 défaites représentent 9 succès de plus qu'en 2013 et leur première saison gagnante depuis 2010. La qualification des Royals de Kansas City en septembre 2014 fait des Blue Jays la franchise traversant la plus longue série en cours de saisons sans jouer en éliminatoires, qu'ils n'ont pas disputé depuis 1993.

## Contexte
L'une des grandes déceptions du baseball majeur en 2013, les Blue Jays terminent au dernier rang sur 5 clubs dans la division Est de la Ligue américaine avec 74 victoires et 88 défaites. Malgré une victoire de plus qu'en 2012, ils connaissent une 3e saison perdante de suite et prolongent à 20 leur nombre de saisons consécutives sans qualification en séries éliminatoires.

## Intersaison

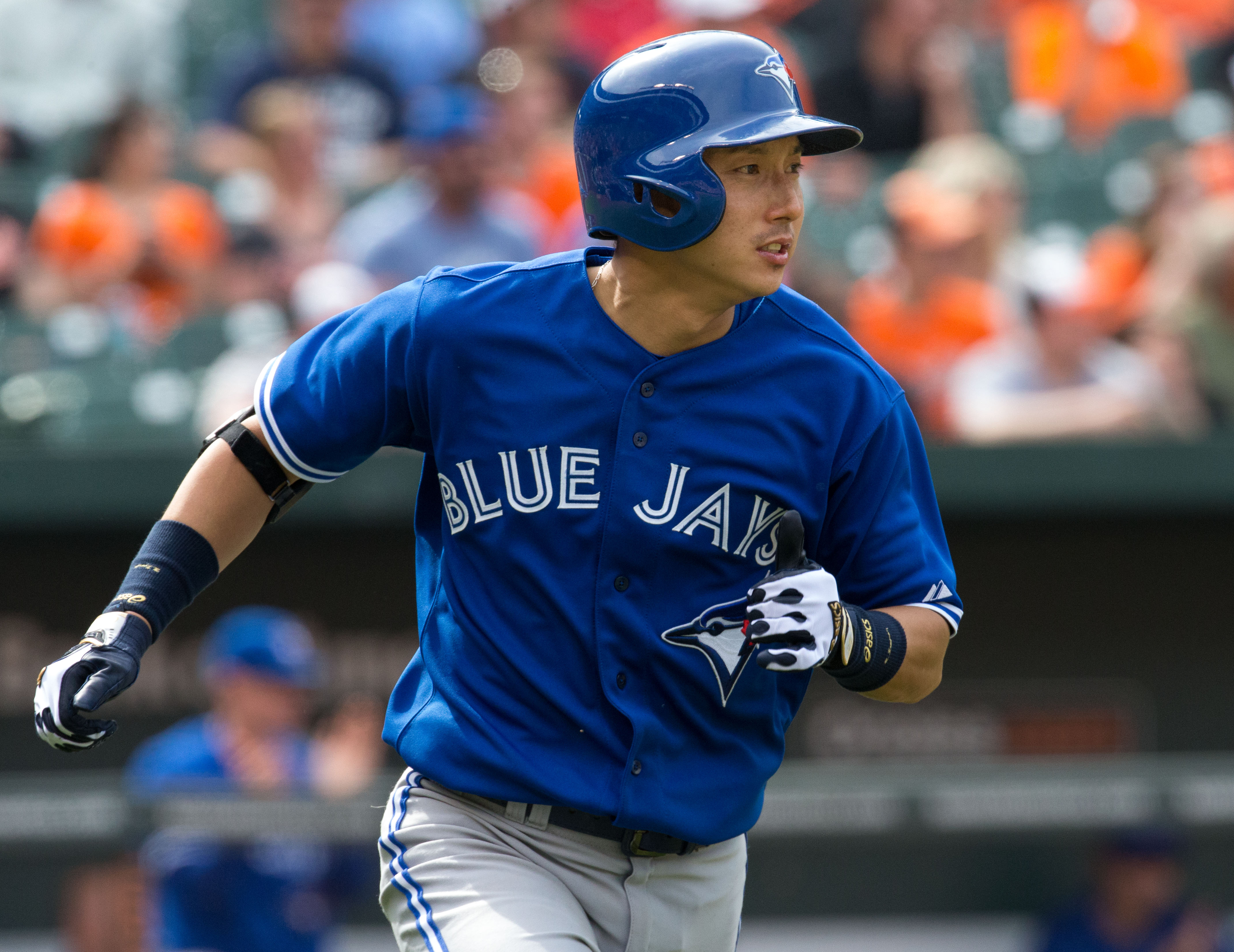
Munenori Kawasaki.

Le 2 décembre 2013, les Blue Jays mettent sous contrat pour deux saisons le receveur Dioner Navarro, qui jouait chez les Cubs de Chicago la saison précédente, et laissent partir aux Rangers du Texas le receveur J. P. Arencibia, devenu agent libre après avoir joué à Toronto depuis août 2010.
Le 3 décembre, le club canadien échange aux Phillies de Philadelphie le lanceur de relève droitier Brad Lincoln contre le receveur Erik Kratz et un lanceur gaucher des ligues mineures, Rob Rasmussen.
Outre le receveur Arencibia, le lanceur partant droitier Josh Johnson quitte les Jays après une seule mauvaise saison à Toronto et rejoint les Padres de San Diego. Le voltigeur Rajai Davis, qui a mené les Blue Jays pour les buts volés à chacune de ses 3 saisons avec le club, devient lui aussi agent libre et rejoint les Tigers de Détroit.
L'un des favoris des Torontois en 2013, le joueur d'arrêt-court réserviste Munenori Kawasaki, signe un nouveau contrat des ligues mineures avec les Blue Jays le 24 décembre. Toronto offre aussi des contrats des ligues mineures au joueur de premier but Dan Johnson et à l'ancien deuxième but des Royals de Kansas City, Chris Getz. Le 16 décembre 2013, les Blue Jays accordent un contrat des ligues mineures et invitent à l'entraînement printanier le lanceur droitier Tomo Ohka, 37 ans, qui a joué dans les majeures de 1999 à 2009 et tente d'y revenir comme lanceur de balle papillon.
Enfin, le 9 décembre 2013, les Blue Jays font signer un contrat spécial d'une journée à leur ancienne vedette, le lanceur droitier Roy Halladay, qui fut échangé à Philadelphie en 2009 après 12 saisons à Toronto. Ceci permet à Halladay d'annoncer sa retraite en tant que membre des Blue Jays.

## Calendrier pré-saison
L'entraînement de printemps 2014 des Blue Jays se déroule du 26 février au 29 mars.

## Saison régulière
La saison régulière de 162 matchs des Blue Jays débute le 31 mars par une visite aux Rays de Tampa Bay et se termine le 28 septembre suivant. Le premier match local à Toronto est joué le 4 avril contre les Yankees de New York.

### Classement
| Ligue américaine (Division Est) | V  | D  | %    | Diff. | Diff. (séries) |
| ------------------------------- | -- | -- | ---- | ----- | -------------- |
| Orioles de Baltimore            | 96 | 66 | ,593 | -     | -              |
| Yankees de New York             | 84 | 78 | ,519 | 12    | 4              |
| Blue Jays de Toronto            | 83 | 79 | ,512 | 13    | 5              |
| Rays de Tampa Bay               | 77 | 85 | ,475 | 19    | 11             |
| Red Sox de Boston               | 71 | 91 | ,438 | 25    | 17             |

### Mai
- 29 mai : Avec deux circuits contre Kansas City, Edwin Encarnación des Blue Jays devient le 3e joueur de l'histoire des majeures après Harmon Killebrew en mai 1959 et Albert Belle en septembre 1995 à connaître 5 matchs de plus d'un circuit dans le même mois[20]. Encarnación égale le record de la Ligue américaine pour le plus de longues balles en mai, établi en 1956 par Willie Mays[20], et brise le record de circuits dans n'importe quel mois par un joueur des Blue Jays[21].

### Juin
- 3 juin : Edwin Encarnación est élu joueur par excellence du mois de mai 2014 dans la Ligue américaine[22].

### Juillet
- 6 juillet : Avec 5 859 019 voix, José Bautista des Blue Jays est le joueur des majeures qui récolte le plus grand total de votes pour l'élection sur les équipes partantes du match des étoiles 2014[23].
- 10 août : 
  - Vainqueurs 6-5 en 19 manches de jeu sur les Tigers de Détroit à Toronto, les Blue Jays jouent le plus long match de leur histoire en termes de manches et de durée (6 heures 37 minutes[24]). Les précédents records dataient du 19 avril 2001 contre les Yankees de New York pour un match de 5 heures et 57 minutes[25], et du 8 juin 2013 contre les Rangers du Texas pour le total de manches (18)[26].
  - Dans ce match du 10 août contre les Tigers, Melky Cabrera des Blue Jays se rend sur les buts à 8 reprises, une première depuis une performance similaire de Rod Carew pour les Twins du Minnesota le 12 mai 1972[27].

### Septembre
- 24 septembre : Mark Buehrle, des Jays, devient le 7e lanceur de l'histoire à lancer au moins 200 manches dans 14 saisons de suite[28].